# Cuy (Oise)
Cuy település Franciaországban, Oise megyében. Lakosainak száma 216 fő (2022. január 1.). Cuy Dives, Évricourt, Lagny, Suzoy és Thiescourt községekkel határos.

## Népesség
A település népességének változása:
| Lakosok száma | 224  | 216  | 223  | 219  | 220  | 220  | 219  | 219  | 216  |
|               | 2013 | 2015 | 2016 | 2017 | 2018 | 2019 | 2020 | 2021 | 2022 |